# Вінзельдорф
Вінзельдорф (нім. Winseldorf) — громада в Німеччині, розташована в землі Шлезвіг-Гольштейн. Входить до складу району Штайнбург. Складова частина об'єднання громад Ітцего-Ланд.
Площа — 5,62 км2. Населення становить 323 ос. (станом на 31 грудня 2020).